# Pan-STARRS
A Pan-STARRS (Panoramic Survey Telescope And Rapid Response System, azaz Panoráma-felmérő távcső és gyors reagálású rendszer) egy égboltfelmérési program. Az Egyesült Államok Légiereje által finanszírozott program elsődleges célja olyan földközeli objektumok (elsősorban földsúroló kisbolygók) felfedezése, melyek potenciálisan veszélyt jelenthetnek a földi életre, emellett számos egyéb égitest felfedezése is várható.
Két részletben tervezték megvalósítani, először a PS1 jelű, 1,8 méter átmérőjű prototípust építették meg, 2008-ra a (régi LURE obszervatórium déli kupolájában – Haleakala, Maui, Hawaii), ez a tesztidőszak után a rendszeres üzemet 2010 júniusában kezdte meg. 2011-re készült el a négy ugyanilyen, párhuzamosított távcsőből álló rendszer (PS4), melyek fénygyűjtő képessége egy 3,6 méteres távcsőének felel meg.
Már a PS1 távcső látómezeje is igen nagy, 3°, a rajta lévő érzékelő pedig az eddig épített legnagyobb digitális kamera: 4096 CCD-érzékelője összesen 1400 megapixeles. A leghalványabb észlelhető objektum 24 magnitúdós.
A távcső éjszakánként 500 felvételt készít, ez körülbelül 4 terabyte adatnak felel meg, amit a Maui High Performance Computing Center-be küldenek elemzésre. Itt a felvételeket összehasonlítják az egy nappal vagy egy héttel korábbiakkal, így észrevehető, ha valamelyik objektumnak megváltozott a helyzete vagy a fényessége. Havonta az égbolt 1/6-od részét vizsgálja át.

## Tudományos jelentősége
A fő célként meghatározott földsúroló kisbolygók felfedezésén kívül számos tudományos eredmény várható a program melléktermékeként. 
A Naprendszeren belül főleg az eddig ismeretlen kisbolygók és üstökösök felfedezésére lehet számítani, ezekből 100 000 várható. Az 1 km átmérőjű földsúroló kisbolygók szinte mindegyikét, de a 300 méternél nagyobbak nagy részét is képes lesz felfedezni. Körülbelül 10 000 000 kisbolygó (300 méteres átmérő felett), ezen belül 100 000 Trójai kisbolygó (eddig körülbelül 1800-at ismerünk), 1000 Kentaur kisbolygó és a Kuiper-öv 20 000 kisbolygója (ebből 800 ismert) fedezhető fel a távcsővel.
A Pan-STARRS várhatóan 4 milliárd csillagot fog katalogizálni, és 500 millió galaxist, továbbá a Neptunuszon-túli objektumok új tagjait.
A Naprendszeren kívül sok, eddig ismeretlen változócsillag (Tejútrendszerünk mellett a legközelebbi extragalaxisokban is), ezeknek segítségével néhány, eddig ismeretlen törpegalaxis és esetleg sötét galaxis felfedezése várható. 
A halvány csillagok sajátmozgásának és parallaxisának mérésével nagyon sok közeli csillag távolságát lehet pontosabban megmérni, valamint közelben lévő nagyon halvány csillagok (vörös és barna törpék) is felfedezhetőek, így a Nap közvetlen környezetének a jelenleginél pontosabb térbeli modellje is megalkotható.
Az új cefeidák és fedési kettőscsillagok felfedezésével a közeli galaxisok távolságát lehet pontosabban meghatározni. Gravitációs mikrolencse-jelenségek és eruptív változócsillagok is nagy mennyiségben kerülhetnek terítékre. A Fedési exobolygók felfedezésére is lehetőség nyílik, a távcső érzékenysége lehetővé teszi egy barna törpe körül keringő föld méretű bolygó felfedezését is.
Igen nagy mennyiségű extragalaktikus Ia típusú szupernóva korai felfedezése is várható, melyek standard gyertyaként a Világegyetem tágulásának ütemét segítenek meghatározni.

## Külső hivatkozások
- Pan-STARRS – Panoramic Survey Telescope & Rapid Response System